# Hautmont
Hautmont (Nederlands: Hogeberg) is een gemeente in het Franse Noorderdepartement (Frans: département du Nord) (regio Hauts-de-France). De plaats maakt deel uit van het arrondissement Avesnes-sur-Helpe. Hautmont telde op 1 januari 2022 14.197 inwoners.
In de Frankische tijd werd op deze plaats een abdij gesticht.
Op 3 augustus 2008 werd het dorp getroffen door een F4-tornado, wat zeldzaam is in Europa. Hierbij vielen 4 slachtoffers.

## Geografie
De oppervlakte van Hautmont bedroeg op 1 januari 2022 12,27 vierkante kilometer; de bevolkingsdichtheid was toen 1.157 inwoners per km².

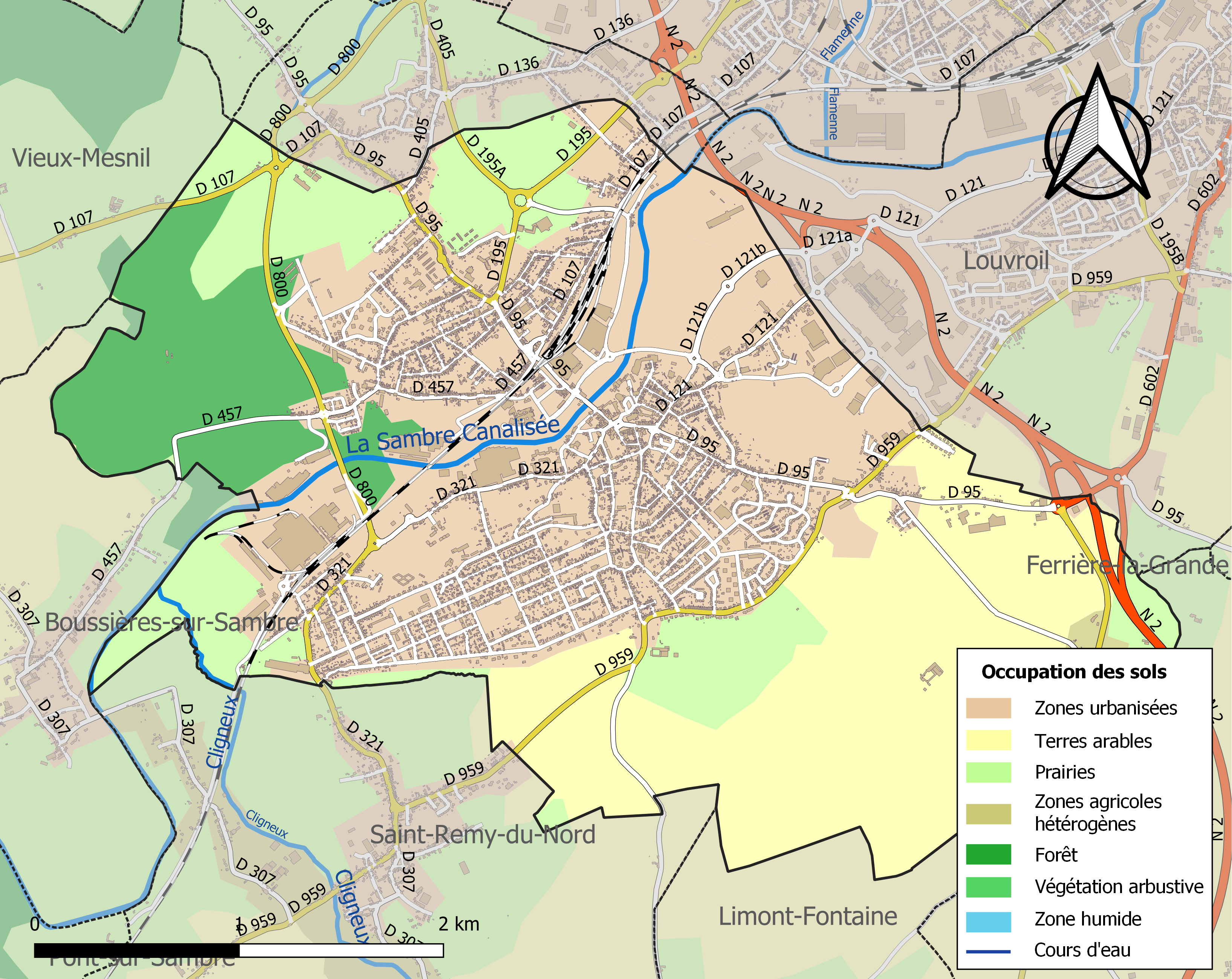
Kaart van de gemeente met belangrijkste infrastructuur, bodemgebruik en omliggende gemeenten

## Demografie
Onderstaande figuur toont het verloop van het inwonertal (bron: INSEE-tellingen).